# Distrito electoral de Union (condado de Gosper, Nebraska)
Union (en inglés: Union Precinct) es un distrito electoral ubicado en el condado de Gosper en el estado estadounidense de Nebraska. En el Censo de 2010 tenía una población de 43 habitantes y una densidad poblacional de 0,46 personas por km².

## Geografía
Union se encuentra ubicado en las coordenadas 40°23′41″N 99°48′41″O / 40.39472, -99.81139. Según la Oficina del Censo de los Estados Unidos, Union tiene una superficie total de 92.89 km², de la cual 92.89 km² corresponden a tierra firme y (0%) 0 km² es agua.

## Demografía
Según el censo de 2010, había 43 personas residiendo en Union. La densidad de población era de 0,46 hab./km². De los 43 habitantes, Union estaba compuesto por el 88.37% blancos, el 0% eran afroamericanos, el 0% eran amerindios, el 0% eran asiáticos, el 0% eran isleños del Pacífico, el 0% eran de otras razas y el 11.63% pertenecían a dos o más razas. Del total de la población el 0% eran hispanos o latinos de cualquier raza.